# Kaaskrabber

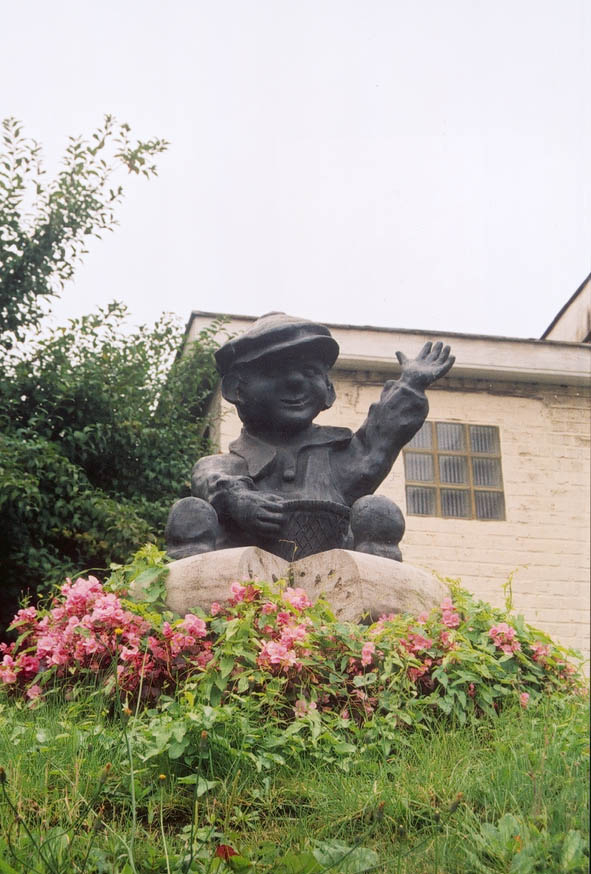
De kaaskrabber

De kaaskrabber is een standbeeld in de gemeente Drogenbos, Vlaams-Brabant. Het verwijst naar de bijnaam van de inwoners uit de gemeente. Het monument werd op 8 oktober 2021 vastgesteld als bouwkundig erfgoed.

## Kaaskrabbers
Het beeld is een rechtstreekse verwijzing naar de bijnaam van de inwoners van Drogenbos. Deze bijnaam kregen de bewoners van Drogenbos aangezien ze bekend stonden als kaashandelaars.
Tijdens het ancien régime koos Drogenbos ervoor om voornamelijk in te zetten op veeteelt en dan meer specifiek op schapen. Dit was uit noodzaak omdat er vrijwel niet aan landbouw werd gedaan. Zodoende ontstond er, mede door de nabije aanwezigheid van Brussel, een belangrijke afzetmarkt voor kaas- en boterhandel.
Er is geen schriftelijke neerslag waarin de bijnaam verklaard wordt. De meest voor de hand liggende mogelijkheid vanwaar de specifieke naam “kaaskrabbers” komt, zou kunnen zijn omdat de kaashandelaren in Drogenbos ook vaak kaasaffineurs waren. Een kaasaffineur is een kaasspecialist die een jonge “basiskaas” koopt bij een ambachtelijke kaasproducent en er door een specifiek rijpingsproces een eigen toets aan geeft. Deze basiskazen zijn rauwmelkse kazen die lang genoeg gedroogd waren. Rauwe melk kan makkelijk evolueren in zijn smaak, structuur, kleur en geur. Deze rijpings- en behandelprocessen kunnen variëren van een aantal weken tot een aantal jaar.
Tijdens de zomer en het begin van de winter beschimmelden de kazen en deze groene schimmel was niet gewenst. Dit laagje schimmel werd er door de kaasaffineur afgekrabt. Vandaar zou mogelijks de naam kaaskrabbers kunnen komen. De kaas die werd geaffineerd in Drogenbos kreeg de naam “Brusselse kaas”.  Deze kaas heeft een uitzonderlijk zoute smaak die komt doordat de kazen in hun rijpingsproces wekelijks bevochtigd worden met gezouten water.
Hierdoor kregen de inwoners van Drogenbos bijgevolg de bijnaam “de kaaskrabbers”.

## Het standbeeld
Het standbeeld van de kaaskrabber werd ontworpen door Geert De Sutter, stripauteur en illustrator. Hij wordt gezien als de rechterhand van de bekende stripscenarist en -tekenaar Hergé, onder andere bekend van Kuifje. Het beeld werd ingehuld op 13 september 1998. Dit was naar aanleiding van het 200-jarige bestaan van Drogenbos.